# بونبون
بونبون هي مدينة من مدن هايتي. يبلغ عدد سكانها 6,754 نسمة وذلك حسب إحصائيات سنة 2003. يبلغ ارتفاع المدينة عن سطح البحر قرابة 113 متر.